# Bart Berman
Bart Berman (Róterdam, 29 de diciembre de 1938) es un pianista y compositor neerlandés-israelí, conocido como intérprete de Franz Schubert y de música contemporánea.
Estudió piano con Jaap Spaanderman en el Conservatorio de Ámsterdam y completó sus estudios de piano con Theo Bruins y clases magistrales de Alfred Brendel.
Como solista, Berman obtuvo
el Premio de Excelencia de los Países Bajos,
el Primer Premio en el Concurso Gaudeamus para intérpretes de música contemporánea,
el Premio de los Amigos del Concertgebouw de Ámsterdam y
cuatro primeros premios en concursos para jóvenes solistas.
En el ámbito de sus conciertos, colaboró con los compositores Luciano Berio, Pierre Boulez y György Lígeti.
Ejecuta conciertos en Israel, Europa y EE. UU., como solista y en numerosas formaciones de música de cámara.
Berman estudió composición con Bertus van Lier en el Conservatorio de Ámsterdam y con Wouter van den Berg.
Compuso muchas obras originales, cadenzas para todos los conciertos pianísticos de Haydn, Mozart y Beethoven y segundas partes de piano para composiciones originales de Muzio Clementi y Daniel Steibelt.
Bastante notables son sus realizaciones de las sonatas inacabadas para piano de Schubert y de El arte de la fuga de Johann Sebastian Bach.